# Thorsten Reiß
Thorsten Reiß (* 11. August 1984 in Mannheim) ist ein ehemaliger deutscher Fußballspieler.

## Karriere
In der Jugend spielte Reiß beim TSV Neckarau, dem TSV 1846 Mannheim und dem FSV Oggersheim. Nachdem er zwischenzeitlich zwei Jahre für die SG Sonnenhof Großaspach gespielt hatte, kehrte er im Sommer 2005 nach Oggersheim zurück und stieg mit dem Verein in der Oberliga-Saison 2006/07 in die Regionalliga Süd auf. Zur Saison 2008/09 wechselte Reiß zu den Stuttgarter Kickers. Sein Profidebüt in der 3. Liga gab er am 26. Juli 2008 bei der 0:2-Niederlage der Kickers beim SV Wacker Burghausen.
Nach dem Abstieg mit den Stuttgarter Kickers in die Regionalliga Süd wechselte er zur Saison 2009/10 in die Regionalliga West zum saarländischen Vertreter SV Elversberg. Mit der Sportvereinigung schaffte er als Vizemeister der Regionalliga Südwest 2012/13 über die Relegation den Aufstieg in die 3. Liga. Dort wurde sein Vertrag im Januar 2014 aufgelöst.
Anschließend spielte er knapp zwei Jahre für den 1. FC Kaiserslautern II und ging dann weiter zum hessischen Kreisoberligisten SV Unter-Flockenbach, wo er 2019 seine aktive Karriere beendete.

## Erfolge
- Saarlandpokalsieger: 2010